# ヘンリエッテ・ウィルビーク・ル・メール
- ヘンリエット・ウィルビーク・ル・メール

ヘンリエッテ・ウィルビーク・ル・メール（オランダ語: Henriette Willebeek LeMair、1889年4月23日 - 1966年3月15日）は、オランダ・ロッテルダム出身の絵本画家、イラストレーター。

## 経歴
芸術的成長に重要な影響を与えたのは、フランスのイラストレーター、ルイ＝モーリス・ブーテ＝ド＝モンヴェルである。15歳のとき、両親に連れられてパリのモンベルのもとを訪れ、アドバイスを受けた後、毎年のように戻ってきては指導を受けた。その結果、1909年から1911年までロッテルダム美術学校で学ぶとともに、個人的にデッサンのレッスンを受けるほどであった。
1904年に初めてイラストを発表し、その1年後には母親と共同で3冊の本を制作した。イラストレーターとして最も活躍したのは、1911年から1917年の間だった。彼女の作品は本だけでなく、ポストカードや子供用の陶器にも描かれている。
作品の制作は水彩画を用いて行われた。水彩画は、彼女の繊細で緻密な描画を、落ち着いたフラットカラーのウォッシュで表現する。楕円形や丸みを帯びた長方形の装飾的なカルトゥーシュがイラストを引き立てる。彼女が挿絵を描いた本は比較的少ないが、その作品は高く評価されており、ある評論家は「ケイト・グリーナウェイの時代から、ウィレビーク・ル・メールほど子供時代の精神をよく捉えている人を私は知らない」と書いている。
20代前半には保育園を経営し、園児をモデルにすることもあった。
1920年にはH.P.バロン・ヴァン・テュイル・ヴァン・セーロスケルケナンドと結婚し、「サイダ」と名乗るようになる。二人は、ムルシド・イナヤット・カーンが説いた普遍的な兄弟愛の宗教であるスーフィズムの信仰に改宗し、貧しい人々への支援などの慈善活動に人生をかけたという。夫婦は最終的にオランダのハーグに定住した。

## 私生活
1920年、彼女はイナヤット・カーンに影響を受けたオランダのスーフィズムのリーダー、フーベルトゥス・パウルス男爵・ヴァン・トゥイル・ヴァン・セーロスケルケン（1883-1958）と結婚し、「サイダ」という名を名乗るようになった。彼らはオランダのハーグに定住した。

## 本
- Premières Rondes Enfantines (1904)
- Our Old Nursery Rhymes (1911)
- Little Songs of Long Ago (1912)
- Schumann’s Piano Album of Children’s Pieces (1913)
- Grannie’s Little Rhyme Book (1913)
- Mother’s Little Rhyme Book (1913)
- Auntie’s Little Rhyme Book (1913)
- Nursie’s Little Rhyme Book (1913)
- Daddy’s Little Rhyme Book (1913)
- Baby’s Little Rhyme Book (1913)
- Elkin, R. H., The Children’s Corner (1914)
- What the Children Sing (1915)
- Little People (1915)
- Elkin, R. H., Old Dutch Nursery Rhymes (1917)
- Baby’s Diary (ca. 1925)
- A・A・ミルン、「こどもの情景」A Gallery of Children (1925)
- Stevenson, Robert Louis, A Child’s Garden of Verses (1926)
- Khan, Noor Inayat, Twenty Jakarta Tales (1939)
- Christmas Carols for Young Children (1946)
- Four & Twenty Tailors (1975)
- Lemair Diary’’ (1991)
- Little Green Rhyme Book (1995)
- Golden Days: A Book for Addresses and Days to Remember,  by Henriette Willebeek Le Mair and Mair H. Le Willebeek (1997)
- A Children's Bedtime Book (2003)
- The Mother Goose Treasury (2003)
- Flower Garden of Inayat Khan by Inayat Khan  by Inayat Khan (text) and H. Willebeek le Mair (illustrations) (2010)
- What the Children Sing: A Book of the Most Popular Rhymes & Games – Scholar's Choice Edition  by Henriette Willebeek le Mair, Alfred Edward Moffat (2015) — 2 editions